# Spirobolomyia basalis
Spirobolomyia basalis är en tvåvingeart som först beskrevs av Walker 1853.  Spirobolomyia basalis ingår i släktet Spirobolomyia och familjen köttflugor. Inga underarter finns listade i Catalogue of Life.